# آرثر رايموند بروكس
آرثر رايموند بروكس (بالإنجليزية: Arthur Raymond Brooks)‏ هو طيار بطل أمريكي، ولد في 1 نوفمبر 1895 في فرامينغهام في الولايات المتحدة، وتوفي في 17 يوليو 1991 في سوميت في الولايات المتحدة.